# Acrossocheilus baolacensis
Acrossocheilus baolacensis là loài cá thuộc họ Cá chép. Đây là loài bản địa của Việt Nam.